# Saison 2015 du Launch de Floride
La saison 2015 du Launch de Floride est la seconde saison de la franchise au sein de la Major League Lacrosse. Le Launch entre dans cette saison en ayant terminé à l'avant dernière place de la saison régulière 2014.

## Drafts

### Supplemental Draft
La Supplemental Draft de la MLL s'est tenue le 17 décembre 2014.
| Nom                | Repêchage | Position               |
| ------------------ | --------- | ---------------------- |
| Cameron Lao-Gosney | 2nd       | Milieu                 |
| Sam Snow           | 10e       | Milieu                 |
| Zack Losco         | 18e       | Milieu                 |
| Mario Ventiquattro | 34e       | Attaquant              |
| Pat Kiernan        | 42e       | Défenseur              |
| Will Mangan        | 50e       | Milieu                 |
| Tom Croonquist     | 58e       | Face-off (spécialiste) |
| Mike McCormack     | 66e       | Défenseur              |
| Tim Desko          | 74e       | Attaquant              |
| Nick O'Hara        | 82e       | Défenseur              |
| Bryce Dabbs        | 90e       | Attaquant              |

- Choix supplémentaire attribué au Launch pour compléter son effectif de 35 joueurs : Chazz Woodson, attaquant.

### Collegiate Draft
La Collegiate Draft 2015 s'est tenue le 23 janvier 2015.
| Nom           | Repêchage | Université                             | Position  |
| ------------- | --------- | -------------------------------------- | --------- |
| Lyle Thompson | 1er       | Université d'État de New York à Albany | Attaquant |
| Connor Buczek | 2nd       | Université Cornell                     | Milieu    |
| Chad Tutton   | 13e       | Université de Caroline du Nord         | Milieu    |
| Joe LoCascio  | 17e       | Université du Maryland                 | Milieu    |
| Matt Donovan  | 18e       | Université Cornell                     | Attaquant |
| Kevin Rice    | 23e       | Université de Syracuse                 | Attaquant |
| Pat Frazier   | 32e       | Université Loyola de Chicago           | Défenseur |
| Pat Farrell   | 47e       | Université High Point (en)             | Défenseur |
| Casey Ikeda   | 54e       | Université du Maryland                 | Défenseur |

## Calendrier et résultats
| Match | Date       | Adversaire | Résultat     |
| ----- | ---------- | ---------- | ------------ |
| 1     | 19 avril   | @ Bayhawks | D 12 - 8     |
| 2     | 26 avril   | Bayhawks   | D 11-15      |
| 3     | 3 mai      | @ Rattlers | D 10-9 (OT)  |
| 4     | 9 mai      | Machine    | V 15-12      |
| 5     | 16 mai     | Outlaws    | D 12-15      |
| 6     | 24 mai     | @ Machine  | D 20-12      |
| 7     | 30 mai     | @ Cannons  | D 13-9       |
| 8     | 5 juin     | @ Lizards  | D 18-11      |
| 9     | 20 juin    | Cannons    | D 19-18      |
| 10    | 26 juin    | Lizards    | V 16-12      |
| 11    | 3 juillet  | Hounds     | V 19-9       |
| 12    | 11 juillet | @ Hounds   | V 16-17 (OT) |
| 13    | 19 juillet | @ Outlaws  | D 20-14      |
| 14    | 25 juillet | Rattlers   | V 18-11      |